# PDF-XChange Viewer
PDF-XChange Viewer — многофункциональная программа для просмотра и редактирования PDF документов. Бесплатная версия не имеет ограничений по времени использования и отличается от полной урезанной функциональностью, которая, однако достаточна для большинства традиционных операций с PDF документами.
Последняя версия программы выпущена в декабре 2018 года, после этого владельцы прекратили её дальнейшую разработку и предлагают в качестве замены PDF-XChange Editor.

## Возможности
- Работа с несколькими файлами одновременно с использованием системы вкладок.
- Поддержка интеграции в программы перевода текста.
- Экспорт любой страницы в графический файл.
- Печать документов.
- Отправка PDF документов по электронной почте прямо из программы.
- Экспорт текста.
- Возможность создания штампов (из шаблона или из пользовательских изображений).
- Многоязычный интерфейс, включая русский и украинский языки.
- Наличие плагинов под Internet Explorer и Mozilla Firefox.
- Распознавание текста.